# Georges Auric

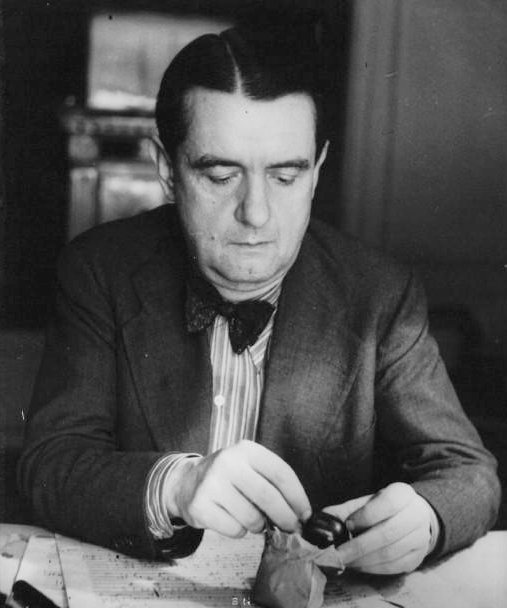
Georges Auric in 1940

Georges Auric (Lodève, 15 februari 1899 – Parijs, 23 juli 1983) was een Frans componist. 

## Biografie
Auric studeerde eerst piano aan het conservatorium van Montpellier. Tijdens zijn studie aan het Parijse conservatorium kwam hij in contact met Erik Satie, Igor Stravinski en met de leden van Les Six, waar hij spoedig deel zou van maken.
Auric schreef verschillende balletten voor Sergej Diaghilevs Ballets Russes (Les Fâches (1924), Pastorale (1925) en Les Matelots (1925), maar werkte ook voor andere balletgezelschappen.
Vanaf de jaren dertig ging Auric filmmuziek schrijven, vooral voor Jean Cocteau (6 scores waaronder La Belle et la Bête en Orphée), Marc Allégret (7 scores) en Jean Delannoy (11 scores). Op het einde van de jaren veertig begon hij te werken voor de Britse Ealing Studios. Hij componeerde de muziek voor een tiental komedies (met Passport to Pimlico en The Lavender Hill Mob als bekendste voorbeelden) van onder meer Charles Crichton, Basil Dearden, Robert Hamer en Henry Cornelius, de belangrijkste exponenten van de Ealing Comedies. In de jaren vijftig werkte hij meerdere keren samen met John Huston (Moulin Rouge), Henri-Georges Clouzot (Le Salaire de la Peur), Jules Dassin (Du rififi chez les hommes) en Anatole Litvak (The Journey). Hij tekende eveneens voor de muziek van de heel succesrijke romantische komedie Roman Holiday. 
Naast ballet- en filmmuziek componeerde hij ook toneelmuziek, kamermuziek, werk voor piano en werk voor orkest. 
Hij was president van de Société des auteurs, compositeurs et éditeurs de musique van 1954 tot 1978. In 1962 werd hij directeur van de Opera van Parijs, waarna hij nog maar weinig werken schreef.
Hij overleed op 84-jarige leeftijd in Parijs, waar hij begraven ligt op het cimetière du Montparnasse.

## Filmmuziek (selectie)
- 1930 : Le Sang d'un poète (Jean Cocteau)
- 1931 : À nous la liberté (René Clair)
- 1934 : Lac aux Dames (Marc Allégret)
- 1936 : Sous les yeux d'Occident (Marc Allégret)
- 1937 : Tamara la complaisante (Jean Delannoy)
- 1937 : Gribouille (Marc Allégret)
- 1937 : Le Messager (Raymond Rouleau)
- 1937 : L'Alibi (Pierre Chenal)
- 1938 : L'Affaire Lafarge (Pierre Chenal)
- 1938 : Orage (Marc Allégret)
- 1938 : Entrée des artistes (Marc Allégret)
- 1939 : La Mode rêvée (Marcel L'Herbier)
- 1939 : Le Corsaire (Marc Allégret)
- 1942 : Opéra-Musette (René Lefèvre en Claude Renoir)
- 1942 : Macao, l'enfer du jeu (Jean Delannoy)
- 1942 : L'assassin a peur la nuit (Jean Delannoy)
- 1942 : La Belle Aventure (Marc Allégret)
- 1943 : L'Éternel Retour (Jean Delannoy)
- 1944 : Le Bossu (Jean Delannoy)
- 1945 : La Part de l'ombre (Jean Delannoy)
- 1946 : La Belle et la Bête (Jean Cocteau)
- 1946 : La Symphonie pastorale (Jean Delannoy)
- 1947 : Hue and Cry (Charles Crichton)
- 1947 : Les jeux sont faits (Jean Delannoy)
- 1947 : It Always Rains on Sunday (Robert Hamer)
- 1948 : L'Aigle à deux têtes (Jean Cocteau)
- 1948 : Aux yeux du souvenir (Jean Delannoy)
- 1948 : Les Parents terribles (Jean Cocteau)
- 1949 : The Spider and the Fly (Robert Hamer)
- 1949 : Passport to Pimlico (Henry Cornelius)
- 1949 : The Queen of Spades (Thorold Dickinson)
- 1950 : Cage of Gold (Basil Dearden)
- 1950 : Orphée (Jean Cocteau)
- 1951 : The Lavender Hill Mob (Charles Crichton)
- 1952 : Nez de cuir (Yves Allégret)
- 1952 : Moulin Rouge (John Huston)
- 1953 : The Titfield Thunderbolt (Charles Crichton)
- 1953 : Le Salaire de la peur (Henri-Georges Clouzot)
- 1953 : Roman Holiday (William Wyler)
- 1954 : Father Brown (Robert Hamer)
- 1955 : Du rififi chez les hommes (Jules Dassin)
- 1955 : Les hussards (Alex Joffé)
- 1955 : Lola Montès (Max Ophüls)
- 1956 : Gervaise (René Clément)
- 1956 : The Bespoke Overcoat (Jack Clayton)
- 1956 : Le Mystère Picasso (Henri-Georges Clouzot)
- 1956 : Les Aventures de Till l'Espiègle (Gérard Philipe en Joris Ivens)
- 1956 : Notre-Dame de Paris (Jean Delannoy)
- 1957 : Heaven Knows, Mr. Allison (John Huston)
- 1957 : Les Sorcières de Salem (Raymond Rouleau)
- 1957 : Celui qui doit mourir (Jules Dassin)
- 1957 : Les Espions (Henri-Georges Clouzot)
- 1958 : Les Bijoutiers du clair de lune (Roger Vadim)
- 1958 : Christine (Pierre Gaspard-Huit)
- 1959 : The Journey (Anatole Litvak)
- 1960 : Le Testament d'Orphée (Jean Cocteau)
- 1961 : La Princesse de Clèves (Jean Delannoy)
- 1961 : Goodbye Again (Anatole Litvak)
- 1961 : The Innocents (Jack Clayton)
- 1962 : La Chambre ardente (Julien Duvivier)
- 1965 : Thomas l'imposteur (Georges Franju)
- 1966 : The Poppy Is Also a Flower (Terence Young)
- 1966 : La Grande Vadrouille (Gérard Oury)
- 1969 : L'Arbre de Noël (Terence Young)